# Nelly Furtado
Nelly Kim Furtado (sinh ngày 2 tháng 12 năm 1978) là một ca sĩ, nhạc sĩ, nhà sản xuất đĩa và nhạc công người Canada gốc Bồ Đào Nha.
Cô ca sĩ bắt đầu trở nên nổi tiếng khi phát hành album Whoa, Nelly! vào năm 2000 và thắng giải Grammy cho hạng mục "Nữ ca sĩ hát Pop xuất sắc nhất" dành cho đĩa đơn "I'm Like a Bird". Sau khi kết hôn, bắt đầu làm mẹ và phát hành một album không mấy thành công là Folklore (2003), Nelly đã trở lại vị trí nữ ca sĩ hàng đầu của Mỹ hiện nay với album Loose phát hành năm 2006. Album này có 2 đĩa đơn quán quân tại Mỹ ("Promiscuous", "Say It Right") và 1 đĩa đơn quán quân tại Anh ("Maneater").
Nelly Furtado cũng được biết đến như một ca sĩ có khả năng chơi nhiều loại nhạc cụ, hát nhiều thể loại nhạc, ngôn ngữ và nhiều giọng hát khác nhau.

## Tiểu sử

### Khởi đầu & ảnh hưởng
Furtado là thế hệ người Bồ Đào Nha–Canada đầu tiên, được sinh ra trong một gia đình lao động có ba người con ở Açores. Tên của cô được đặt theo tên của một huấn luyện viên thể dục người Liên Xô, Nellie Kim.
Cha mẹ của Furtado di cư từ Bồ Đào Nha sang Canada vào cuối thập niên 1960. Mới đây cô tuyên bố sẽ về thăm nơi chôn nhau cắt rốn, đảo Azores. Cô hy vọng sẽ trải nghiệm được nền văn hoá của đất nước này cũng như học tiếng Bồ Đào Nha để mở mang đầu óc. Điều này ảnh hưởng mạnh mẽ đến phong cách nghệ thuật của cô, nhất là khi cô thích thú kết hợp âm nhạc của các nền văn hoá khác nhau vào thể loại nhạc của mình. Bằng chứng rõ ràng là khả năng đa ngôn ngữ của cô, cô có thể nói tiếng Anh, Bồ Đào Nha, Tây Ban Nha và tiếng Ấn Độ. Furtado luôn biết ơn cha mẹ của mình vì cô thừa hưởng ở họ một tình yêu công việc. Cô đã từng trải qua 8 mùa hè làm việc như một phục vụ phòng với mẹ, người đã từng là quản gia ở Victoria. Cô khẳng định rằng xuất thân từ tầng lớp lao động đã hình thành nên tính cách của cô theo chiều hướng tích cực.
Lần đầu ca hát của Furtado là khi cô lên 4, trình diễn cùng mẹ tại lễ nhà thờ vào ngày quốc khánh của Bồ Đào Nha. Cô bắt đầu chơi nhạc cụ ở tuổi lên 9, học kèn Trombon, đàn guitar Hawaii và sau đó là đàn guitar và keyboard. Năm lên 12, cô bắt đầu viết các ca khúc và nằm trong một ban nhạc Bồ Đào Nha.
Trong những năm đầu, Furtado theo rất nhiều thể loại nhạc đặc biệt là R&B, hip hop, alternative rock, alternative hip hop, trip hop... và một loạt các thể loại khác. Cô chịu ảnh hưởng của Mariah Carey, Oasis, U2...
Âm nhạc của Furtado cũng chịu ảnh hưởng của nơi cô sinh sống, Toronto, nơi mà cô gọi là "thành phố đa văn hoá nhất trên thế giới" và là nơi cô có thể thể hiện phong cách đa văn hoá của mình. Lớn lên tại Canada và đã trải nghiệm đủ sự đa dạng trong văn hoá của thành phố này. Cô nói rằng cô không phải đợi đến khi cuộc cách mạng Internet xâm chiếm mới có thể biết đến thế giới âm nhạc, cô bắt đầu nghe nhạc khi cô 15 tuổi và tiếp tục khám phá các thể loại âm nhạc mới. Đến năm 2006, cả thế giới đã được dịp chứng kiến khả năng cảm thụ âm nhạc đa dạng của Furtado.
Những nghệ sĩ đầu tiên mà Furtado có mối quan hệ là các nhạc sĩ thể loại rap và DJ.
Trong chuyến viếng thăm tới Toronto khi đó cô lên lớp 12, cô gặp Tallis Newkirk, một thành viên của nhóm nhạc hip hop Plains of Fascination. Cô dành thời gian còn lại của mùa hè năm đó ở Bồ Đào Nha để mở mang đầu óc trong cách trình diễn nhạc native rock và cô quay trở lại British Columbia. Sau khi tốt nghiệp trường cấp 2 Mount Douglas năm 1996, cô chuyển đến Toronto, nơi cô cùng với Newkirk thành lập nền song ca có tên gọi Nelstar năm 1997.

### Whoa, Nelly!
Nelly Furtado tiếp tục hợp tác với Eaton và West, sản xuất album đầu tay Whoa, Nelly!, ra mắt vào tháng 10 năm 2000. Album đã đạt được thành công trên toàn cầu nhờ ba ca khúc: "I’m Like a Bird", "Turn off the Light" và "… On the Radio (Remember the Days)". Album nhận được 4 đề cử giải Grammy năm 2002, còn ca khúc đầu tiên của cô giành giải "Nữ ca sĩ hát Pop xuất sắc nhất". Hơn thế nữa, cô còn khẳng định được sự kết hợp sáng tạo giữa nhiều thể loại nhạc và âm thanh.

### Folklore
Trước khi cho ra đời album thứ hai Folklore, Furtado sinh đứa con đầu lòng, Nevis. Tên của album được lấy cảm hứng từ cuộc di cư của cha mẹ cô tới Canada, cô nói: "Khi tôi xem lại những bức ảnh cũ, những bức hình ngôi nhà mới, chiếc ô tô mới bóng loáng của họ và những kỉ niệm khi di cư tới miền đất mới, Bắc Mỹ này, tôi cảm nhận được tính chất dân gian trong mạch máu".

### Loose

Album Loose (2006)

Album thứ ba của Nelly Furtado, Loose ra mắt vào tháng 6 năm 2006. Đây là album thành công nhất trong sự nghiệp ca hát của cô khi nó đứng đầu các bảng xếp hạng tại các quốc gia như Mỹ, Canada với các ca khúc "Promiscuous", "Maneater", "Say It Right", "All Good Things (Come To An End)". Album này nhận được nhiều nhận xét tích cực từ phía khán giả và các chuyên gia.
Tháng 6 năm 2006, trong một cuộc phỏng vấn với tạp chí Genre, khi được hỏi liệu cô có "bao giờ cảm thấy mình là một phụ nữ hấp dẫn" Furtado trả lời: "Tất nhiên. Phụ nữ lúc nào cũng xinh đẹp và quyến rũ".

## Danh sách đĩa nhạc

### Album
- 2000: Whoa, Nelly!
- 2003: Folklore
- 2006: Loose
- 2012: The Spirit Indestructible
- 2017: The Ride
- 2024: 7

### Đĩa đơn quán quân
| Năm  | Đĩa đơn                                                              | Vị trí cao nhất | Vị trí cao nhất   | Vị trí cao nhất | Vị trí cao nhất | Vị trí cao nhất | Vị trí cao nhất | Vị trí cao nhất | Vị trí cao nhất | Vị trí cao nhất |   |
| ---- | -------------------------------------------------------------------- | --------------- | ----------------- | --------------- | --------------- | --------------- | --------------- | --------------- | --------------- | --------------- | - |
| Năm  | Đĩa đơn                                                              | 2000            | "I'm like a Bird" | 7               | 9               | 5               | 4               | 1               | 41              | 2               | 2 |
| 2001 | "Turn off the Light"                                                 | 3               | 5                 | 4               | 7               | 7               | 31              | 7               | 1               |                 |   |
| 2006 | "Promiscuous" (feat. Timbaland)                                      | 4               | 1                 | 3               | 9               | 1               | 6               | 2               | 1               |                 |   |
| 2006 | "Maneater"                                                           | 4               | 16                | 1               | 10              | 2               | 4               | 3               | 2               |                 |   |
| 2006 | "Say It Right"                                                       | 2               | 1                 | 10              | 2               | 1               | 1               | 2               | 1               |                 |   |
| 2006 | "All Good Things (Come to an End)"                                   | 5               | 86                | 4               | 1               | 4               | ]1              | 12              | 12              |                 |   |
| 2007 | "Give It to Me" (Timbaland feat. Nelly Furtado và Justin Timberlake) | 3               | 1                 | 1               | 7               | 6               | 3               | 16              | 2               |                 |   |
|      | Tổng đĩa đơn #1                                                      | —               | 3                 | 2               | 1               | 3               | 2               | —               | 3               |                 |   |
|      | Tổng đĩa đơn top 5                                                   | 6               | 4                 | 6               | 3               | 5               | 4               | 4               | 6               |                 |   |